# Echte honingzwam
De echte honingzwam (Armillaria mellea), is een plaatjeszwam die behoort tot de honingzwammen. Hij is een uitgesproken herfstpaddenstoel.

## Kenmerken

### Uiterlijke kenmerken
Hoed
De zwam heeft een bruin-honingkleurige, ingezonken hoed met een diameter van tussen de 2 en de 11 cm en is overdekt met donkere schubben. Hij is in het begin stomp kegelvormig maar later vlak uitgespreid. De rand is in het begin ingerold, maar later soms doorschijnend gestreept. Aanvankelijk zijn er veel bruinige vezelschubjes op de bruinig-gele hoed, deze verdwijnen na enige tijd. 
Lamellen
De lamellen zijn witachtig, worden later bruinachtig en vervolgens bruingevlekt. 
Steel
De lengte van de steel is ongeveer anderhalfmaal de hoed diameter, 5-15 mm dik en cilindrisch, maar naar de basis veelal spits toelopend. Hij heeft een vezelige structuur, vrij dicht onder de hoed bevindt zich de vliezige wittige ring die aan de onderzijde fijn vlokkig en gelig is.

### Microscopische kenmerken
De grotendeels elliptische sporen zijn 7–8,5 × 5,5–6,5 µm groot. De verhouding tussen lengte en breedte is 1,2-1,5. Ze zijn hyaliene en amyloïde. Hun oppervlak is glad. De basidia zijn slank gelobd en 30-40 × 6-9 µm groot. Ze hebben elk vier sporen. Er zit geen gesp aan de basis. De cystiden zijn meestal cilindrisch tot knotsvormig en hebben vaak vingervormige, knobbelige uitgroeiingen aan de punt. Samen zijn ze 20–25 × 6–10 µm groot. De hoedhuid bestaat uit parallelle, opstijgende hyfen. Ze zijn 7–15 µm breed en bruin gepigmenteerd. De septen zijn gesploos.

## Gelijkende soorten
De echte honingzwam lijkt op de sombere honingzwam (Armillaria ostoyae), maar die heeft aan de onderzijde van de ring geen gelige zone maar donkere vlokjes. De echte honingzwam kan op het eerste oog verder verward worden de gewone zwavelkop (Hypholoma fasciculare) en de goudvliesbundelzwam (Pholiota aurivella).

## Verspreiding
De echte honingzwam komt met name voor in Europa en Noord-Amerika. In Nederland en België is de soort algemeen.

## Ecologie
De echte honingzwam komt vooral voor buiten gesloten bossen zoals in parken, tuinen en boven wortelhout in weilanden. Het bewoont voornamelijk loofhout en slechts zelden op naaldhout. De schimmel leeft op het geïnfecteerde substraat als parasiet of saprobiont. Met zijn schoenveterachtige zwarte hyfenstrengen (rhizomorfen) kan hij onder de grond grote afstanden afleggen om geschikt substraat te vinden. De schimmel infecteert vervolgens de boomwortels en vormt een witachtig waaiermycelium onder de schors. Hout waar mycelium doorheen groeit, gloeit onder bepaalde weersomstandigheden in het donker. Deze bioluminescentie wordt veroorzaakt door een chemische reactie waarbij het enzym luciferase betrokken is. De parasitaire aanval van de schimmel leidt tot de dood van de gastheerboom. De schimmel kan zich dan nog enkele jaren saprofytisch blijven voeden met het dode hout.
De vruchtlichamen verschijnen vooral in de nazomer en herfst van juni tot november. Soms zijn ze het hele jaar door te vinden. Ze verschijnen voor het eerst aan de voet van levende bomen. Ze verschijnen dan langs de hoofdwortels en lijken vaak op de grond te groeien. De rhizomorfen zijn bovendien het hele jaar door te vinden.

## Toepassingen
De honingzwam is alleen eetbaar na goed doorkoken en daarna bakken. Alleen de hoed wordt gebruikt. Oude of onvoldoende gekookte exemplaren kunnen vergiftiging veroorzaken. De smaak is licht bitter en scherp. De zwam wordt vooral in Oost-Europa en Italië culinair gewaardeerd.